# Marijke Ravenswaaij-Deege
Marijke A. Ravenswaaij-Deege (Gorinchem, 4 november 1944) is een Nederlandse beeldhouwster.

## Leven en werk
Marijke A. Deege volgde tijdens de hbs en een aantal jaren daarna lessen bij de beeldhouwer Marcus Ravenswaaij, met wie zij in 1971 trouwde. Vanaf 1970 is ze zelfstandig kunstenares. Zij ontwerpt en  maakt  beelden in brons, natuursteen en hout. Naast haar sculpturen maakt ze in opdracht ook grafmonumenten en  mozaïeken.
De kunstenares woont en werkt sinds 1980 in Hoogblokland.

## Werken in de openbare ruimte (selectie)
- De tellerlikker (1975), Winschoten
- Waar uw schat is, zal ook uw hart zijn (1976), Kampen
- Als twee honden vechten om een been... (1976), Oegstgeest
- Jonge lijsters (1977), Barneveld
- De zeven werken van barmhartigheid en Samen op weg (1978), gemeentehuis Ermelo
- Samen sterk (1978), Binnenhof, Barendrecht
- Paddestoelen (1978), Nunspeet
- De Bunckmansage (1981), Voorthuizen
- Pauw met jongen (1981), Winkelcentrum De Enk, Ermelo
- Mijn baas en ik (1984), 't Rond, Houten
- Meisje met hond (1984), Raadhuisplein, Lopik
- Hond aan de snuffel (1986), Vosholplein, Ter Aar
- Samenwerking (1991), Fort (De Wolden)
- Oma krijgt de hulde (1992), Molenhof, Zuidwolde
- Man, Meisje bij de Bibliotheek (1997), Hoofdstraat, Zuidwolde
- Vader en Zoon (1997), Fort
- De geboorte van een vogel (2002), Schuilenburgplein, Amersfoort
- Tulpen (2005), Het Gasthuis, Gorinchem

## Fotogalerij

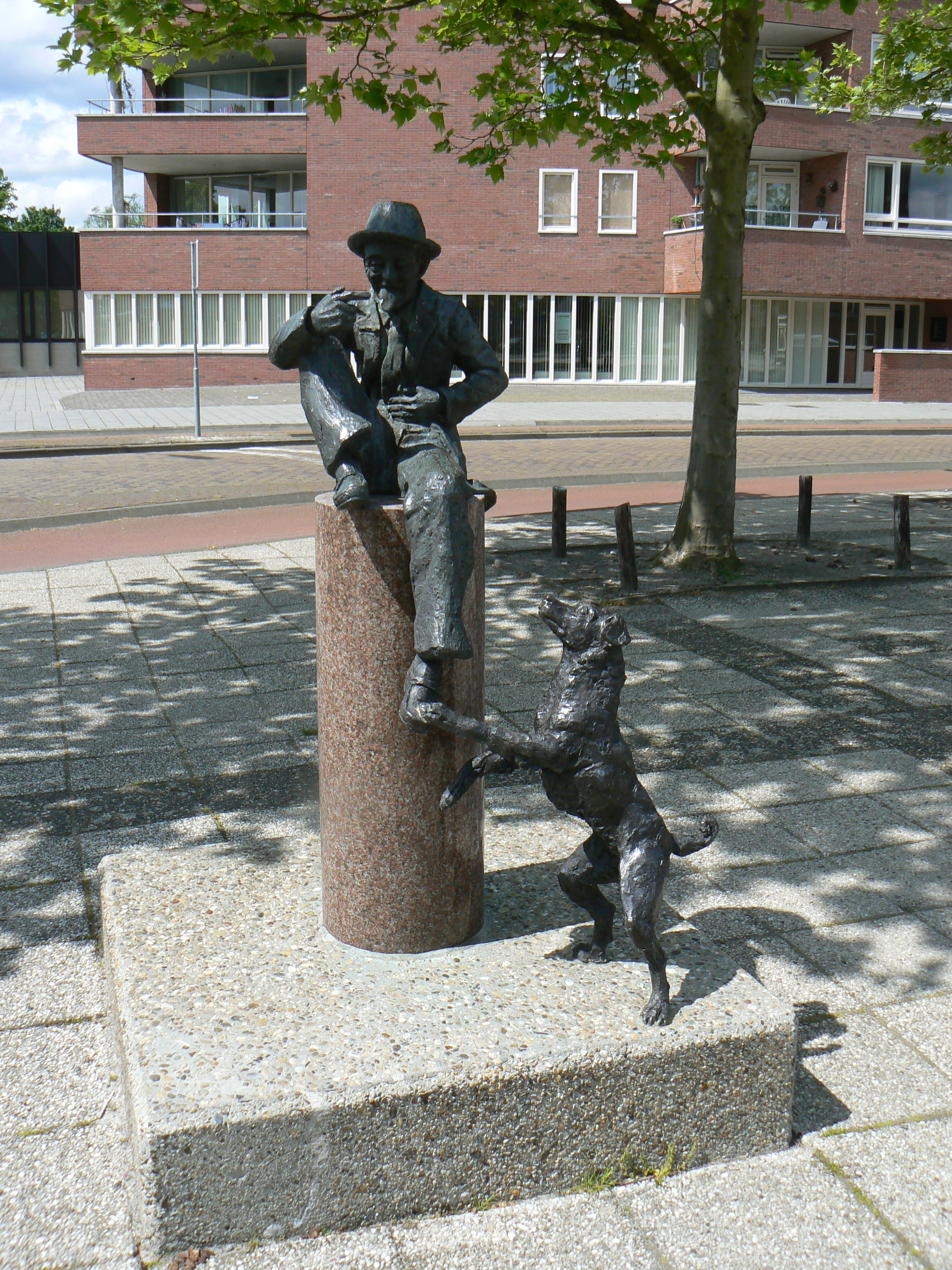
De Tellerlikker, Winschoten
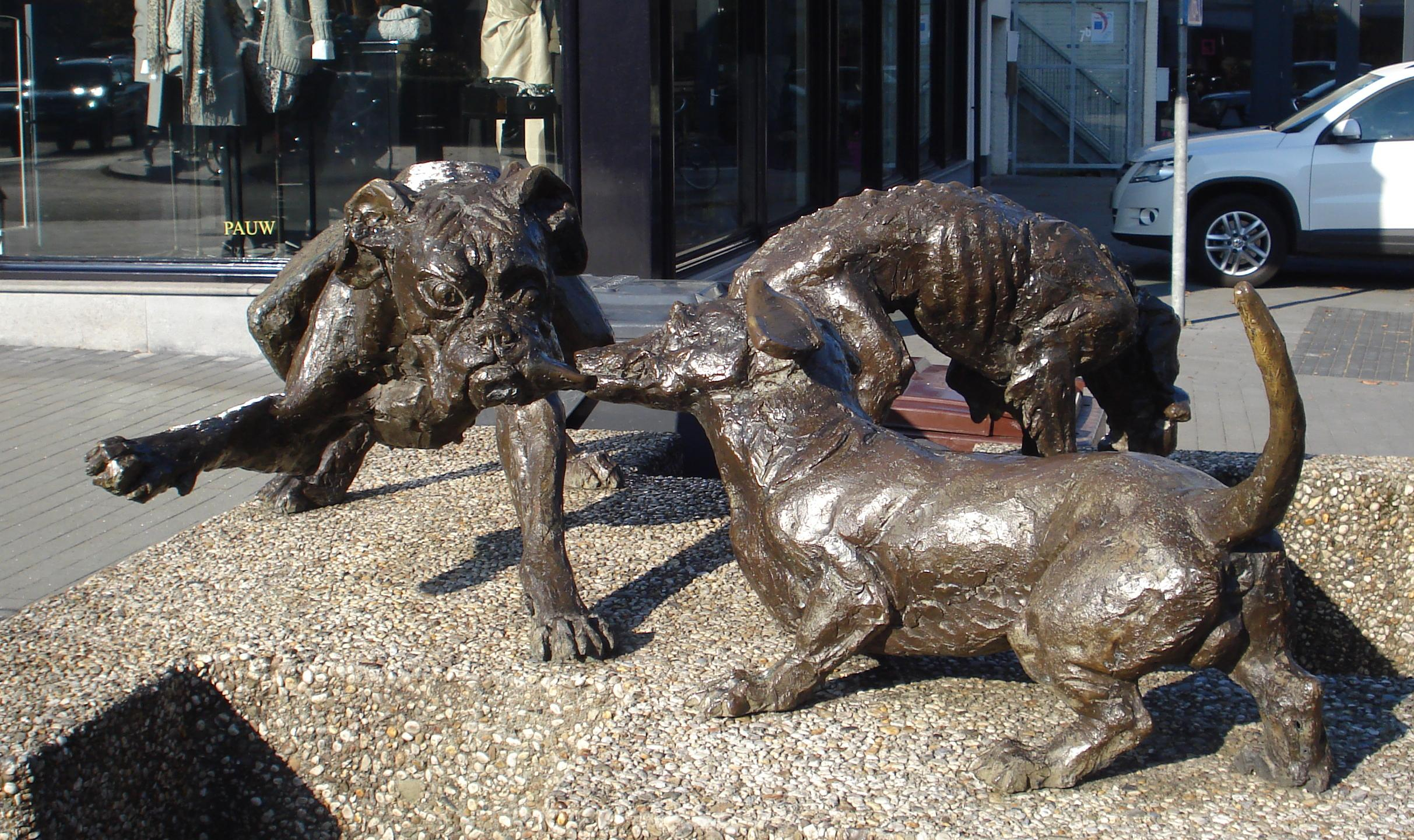
Als twee honden vechten om een been ..., Oegstgeest
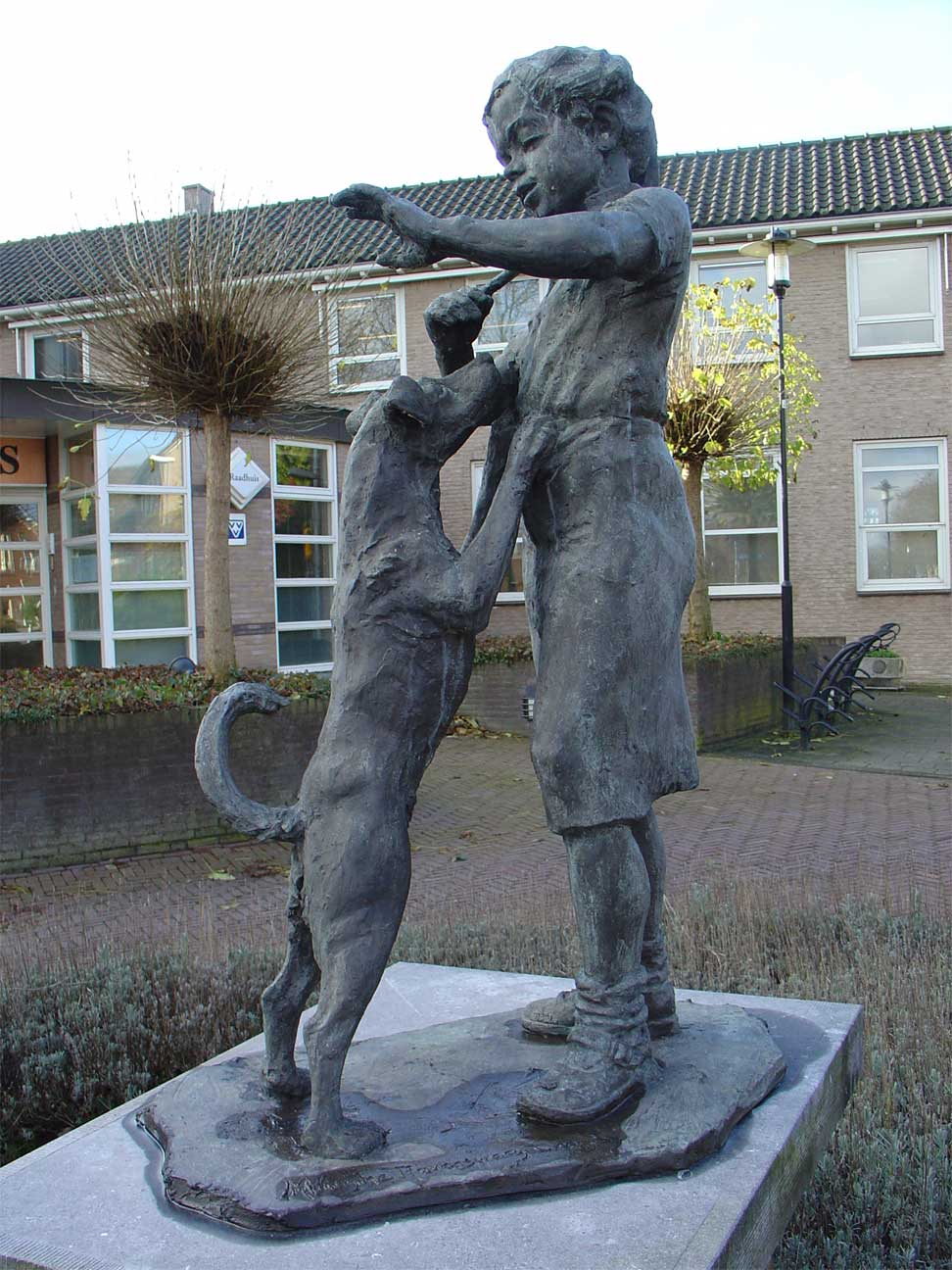
Meisje met hond, Lopik
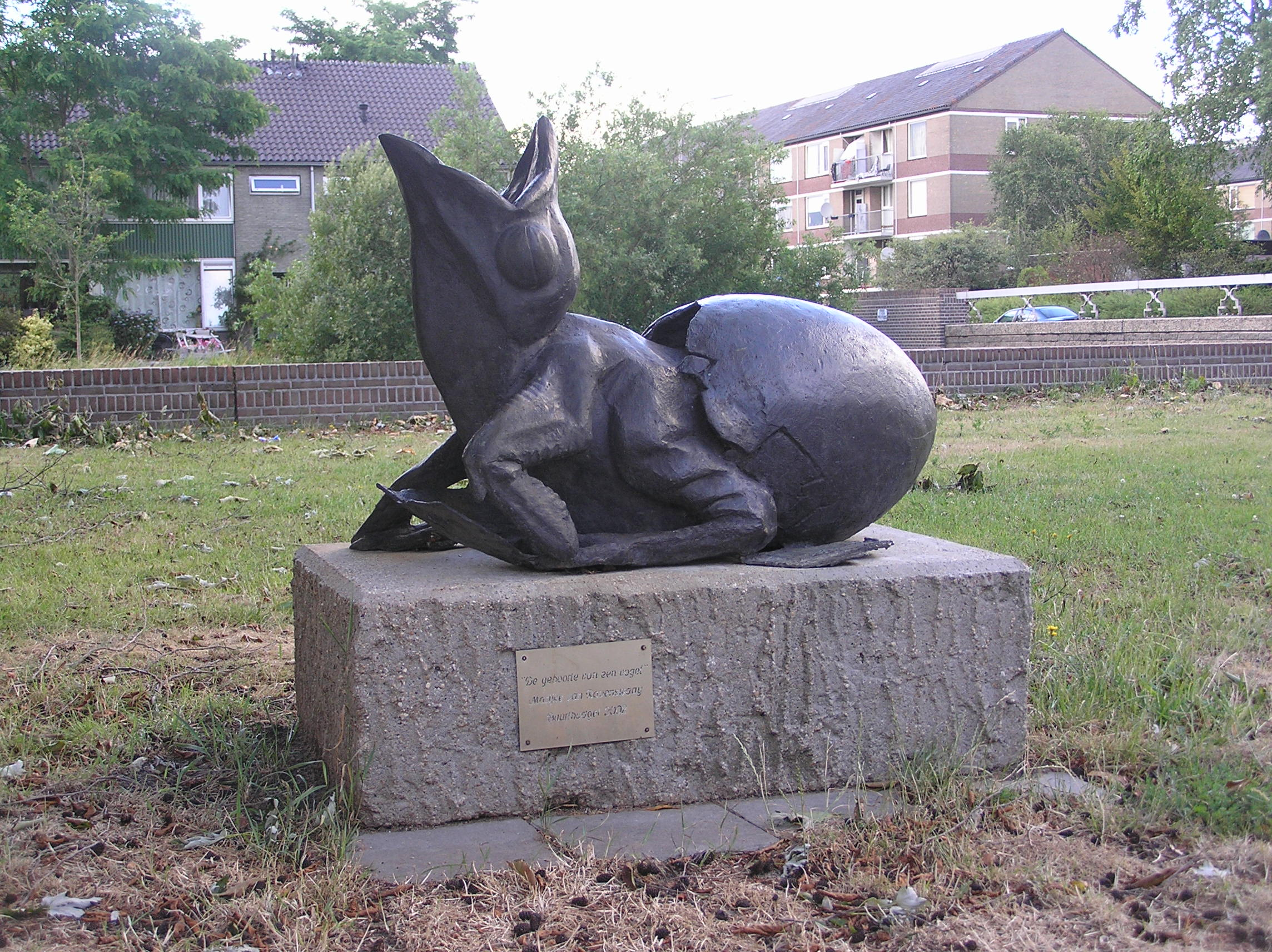
De geboorte van een vogel, Amersfoort